# کتابخانه کابل
کتابخانه کابل یکی از قدیمی‌ترین و بزرگ‌ترین کتابخانه‌های افغانستان است. در آن کتاب‌هایی به زبان‌های مختلف یافت می‌شود اما بیشتر به زبان‌های فارسی، پشتو و عربی است. این کتابخانه توسط امان‌الله شاه بنا شده است.
این کتابخانه بیش از ۲۲۰ هزار کتاب دارد که ۱۸۰ هزار تا به زبان فارسی (دری) است.